# 김포현령군수선정비
김포현령군수선정비는 대한민국 경기도 김포시 사우동에 있다. 2010년 4월 14일 김포시의 향토유적 제14호로 지정되었다.

## 개요
김포현감ㆍ부 등 선정비는 인조에서 순종 때까지 김포 현령과 군수를 역임한 170명 중 10명의 현령과 군수 선정비(관찰사1기, 현령1기, 군수8기)로 이 중 1기는 부식으로 내용 판독이 어려운 상태다.  현재 김포시청사 주차장 한쪽 면에 위치하고 있다. 조선왕조실록과 신증동국여지승람 등 사료에는 김포지역 현령과 군수 선정비에 대해 20기로 기록하고 있지만 현존하는 것은 10기뿐이다.